# Dundalk FC
Dundalk Football Club är en fotbollsklubb från Dundalk i Irland.

## Meriter
- League of Ireland mästare: 14 (1933, 1963, 1967, 1976, 1979, 1982, 1988, 1991, 1995, 2014, 2015, 2016, 2018, 2019)[1]
- Cupmästare: 12 (1942, 1949, 1952, 1958, 1977, 1979, 1981, 1988, 2002, 2015, 2018, 2020)[2]

## Placering tidigare säsonger
| Säsong | Nivå | Liga             | Placering | Referens | Kommentar |
| ------ | ---- | ---------------- | --------- | -------- | --------- |
| 2010   | 1    | Premier Division | 6         | [ 3 ]    |           |
| 2011   | 1    | Premier Division | 7         | [ 4 ]    |           |
| 2012   | 1    | Premier Division | 6         | [ 5 ]    |           |
| 2013   | 1    | Premier Division | 2         | [ 6 ]    |           |
| 2014   | 1    | Premier Division | 1         | [ 7 ]    |           |
| 2015   | 1    | Premier Division | 1         | [ 8 ]    |           |
| 2016   | 1    | Premier Division | 1         | [ 9 ]    |           |
| 2017   | 1    | Premier Division | 2         | [ 10 ]   |           |
| 2018   | 1    | Premier Division | 1         | [ 11 ]   |           |
| 2019   | 1    | Premier Division | 1         | [ 12 ]   |           |
| 2020   | 1    | Premier Division | 3         | [ 13 ]   | Pandemin  |
| 2021   | 1    | Premier Division | 6         | [ 14 ]   |           |
| 2022   | 1    | Premier Division | 3         | [ 15 ]   |           |
| 2023   | 1    | Premier Division | 5         | [ 16 ]   |           |
| 2024   | 1    | Premier Division | 10        | [ 17 ]   |           |